# Baldwin (Georgia)
Baldwin es una ciudad ubicada en el condado de Habersham en el estado estadounidense de Georgia. En el censo de 2000, su población era de 2.425.

## Demografía
En el 2000 la renta per cápita promedia del hogar era de $29,299, y el ingreso promedio para una familia era de $33,011. El ingreso per cápita para la localidad era de $14,059. Los hombres tenían un ingreso per cápita de $25,409 contra $21,823 para las mujeres.

## Geografía
Baldwin se encuentra ubicado en las coordenadas 34°29′26″N 83°33′9″O / 34.49056, -83.55250 (30.904846, -84.571013).
Según la Oficina del Censo, la localidad tiene un área total de 9,3 km² (3,6 mi²), de la cual 9,3 km² (3,6 mi²) es tierra y 0 km² (0 mi²) (6.1%) es agua.